# Kris Jenner
 Der er for få eller ingen kildehenvisninger i denne artikel, hvilket er et problem. Du kan hjælpe ved at angive troværdige kilder til de påstande, som fremføres i artiklen.

Kristen Mary Jenner (født 5. november 1955; fødenavn Houghton, tidligere Kardashian), er en amerikansk tv-personlighed og forretningskvinde. Hun er også manager for hele sin familie, herunder Kim Kardashian, Khloé Kardashian og Kourtney Kardashian. Hun blev gift for første gang med advokat Robert Kardashian i 1978, et ægteskab der sluttede i 1990. I 1991 blev hun gift med den tidligere OL-vinder Caitlyn Jenner (dengang Bruce Jenner). De blev skilt den 23. marts 2015. Nu er Kris i forhold med Corey Gamble som er tidligere tour manager for Justin Bieber.

## Tiden inden berømthed
Hun er datter af Mary og Dave Houghton og har én yngre søster Karen Houghton. Hun voksede primært op med en enlig mor, da hendes forældre gik gennem en skilsmisse, da hun var syv.
Kris mødte sin kommende mand, advokat Robert Kardashian, i 1978, da hun arbejdede som stewardesse. De var gift fra juni 1978 til 1990. Hun fik fire børn sammen med ham: Kourtney Mary, 18. april 1979; Kimberly Noel, 21. oktober, 1980; Khloé Alexandra, 27. juni, 1984 og Robert George Jr., 17. marts 1987. Hun var hjemmegående mens hendes børn voksede op. På grund af ægteskabelige problemer søgte hun om skilsmisse i 1990. Robert Kardashian døde den 30. september 2003, to måneder efter at han var blevet diagnosticeret med spiserørskræft.

### Involvering i O.J Simpson sagen
Kardashian familien var meget tætte med O.J. Simpson og Nicole Brown Simpson. Simpson-sagen skabte en konflikt mellem Jenner og hendes tidligere mand, Robert Kardashian. Kardashian var O.J.'s forsvarsadvokat, mens Jenner støttede sin bedste veninde Nicole Simpson.
I 2008, da O.J. Simpson blev dømt for ran, sagde Jenner, at hun havde "blandede følelser" omkring dommen.
Jenners datter, Kendall Nicole, er opkaldt efter Nicole Brown Simpson.[kilde mangler]

## Karriere og berømmelse
Kris Jenner og hendes ældste datter, Kourtney Kardashian, åbnede børnetøjs-forretningen "Smooch" i 2003. De lukkede butikken i 2009, da Kourtney blev gravid. Jenner er nu manager for alle sine familiemedlemmer, og for pigegruppen BG5 (The Beach Girls 5) sammen med sønnen Rob. Kris og hendes tidligere ægtefælle Caitlyn Jenner ejer også Jenner Communications Inc. sammen. Jenner er bedst kendt for sin families reality-show Keeping up with the Kardashians. Jenner producerer også Khloé & Lamar, et reality-show med sin tredje datter, Khloé. Kardashian-familien tjente i alt ca 65 millioner dollars i 2010. Jenners indtjening alene er anslået til at være ca. 170 millioner dollars.

## Privat
Kris har to døtre med Caitlyn, Kendall Nicole (f. 3. november 1995) og Kylie Kristen (f. 10.august 1997). Ligesom Kris har Caitlyn også været gift før og fik i det tidligere ægteskab fire børn: Burt, Casey, Brandon og Brody. Den 14. december 2009 blev Kris Jenner bedstemor for første gang, da hendes datter Kourtney og hendes langtidskæreste, Scott Disick, fik deres første barn, Mason Dash Disick. I juni 2013 blev Kris Jenner igen bedstemor, da hendes datter, Kim Kardashian, og kæresten, Kanye West, fik en datter (North West) fem uger før tid. De fik også sønnen Saint West. Kim og Kanye er senere også blevet forældre til yderligere to børn via rugemor (Chicago West og Psalm West). 

### Tatoveringer og skønheds-operationer
Jenner har tatoveret sine døtres, Kendall og Kylie, navne på sin ryg, som hun fik lavet, da hun var fuld med sin veninde, Ellen K (radio-vært). Det blev vist på Keeping up with the Kardashians i sæson 2, episode 15.
I juni 2011 fik Jenner en ansigtsløftning to måneder før Kims bryllup. Hun tillod, at operationen måtte blive optaget til Keeping up with the Kardashians.